# Tropická bouře Arthur (2008)
Tropická bouře Arthur, první bouře Atlantické hurikánové sezóny 2008 a od roku 1981 první Atlantická cyklóna zformovaná v květnu, vznikla 30. května 2008 nedaleko pobřeží Belize. Zanikla nad hranicí Mexika a Guatemaly 2. června 2008.

## Základní údaje
- Aktivní: 30. května 2008 - 2. června 2008
- Nejvyšší dosažená kategorie: Tropická bouře
- Minimální tlak: 1004 hPa
- Maximální rychlost větru: 75 km/h (1 min. průměr)
- Zasažené oblasti: Belize, poloostrov Yucatán, Mexiko, částečně Guatemala

## Postup
Tropická bouře Arthur vznikla 30. května 2008 nad Karibským mořem, nedaleko pobřeží Belize a postupovala směrem na severozápad. Během 31. května se dostala nad území Belize a ve večerních hodinách středoevropského letního času překročila hranici s Mexikem. 1. června změnila směr postupu na západ. Odpoledne SELČ však zeslábla na tropickou níži, stočila svůj směr pohybu na jihozápadní a postupovala dále po hranici Mexika s Guatemalou. 2. června zanikla nad Mexikem.

## Způsobené škody
Ačkoliv byl Arthur jednou z nejslabších bouří Atlantické hurikánové sezóny 2008, způsobil škody za 78 miliónů USD a usmrtil 9 lidí. Také ho doprovázely silné deště, které způsobily záplavy.

## Obrázky

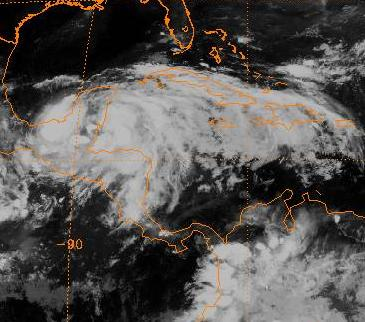
Tropická bouře Arthur u pobřeží Belize

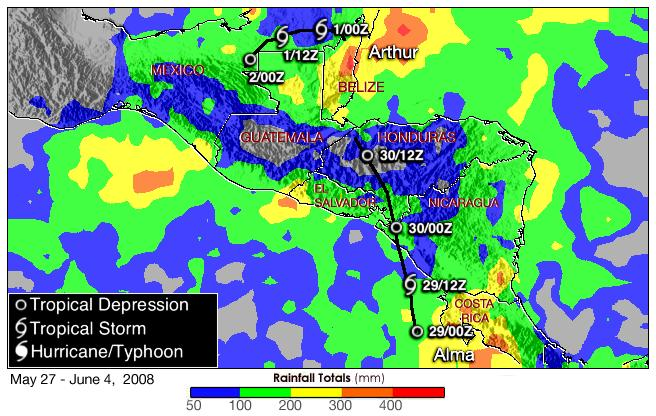
Celkové srážkové úhrny v oblasti v období od 27. května do 4. června 2008 a dráhy postupu tropických bouří Arthur a Alma (Pacifická cyklóna).